# Célula buliforme
As células buliformes são células epidérmicas de grandes dimensões, em forma de bolha, que ocorrem em grupos na superfície superior das folhas de muitas gramíneas. A perda de pressão de turgescência nestas células faz com que as folhas enrolem ou fechem durante períodos em que existe estresse hídrico.
Durante períodos de seca, a perda de umidade através dos vacúolos, induz que as células buliformes causem que as folhas de muitas espécies de gramíneas fechem, visto que as duas margens foliares se enrolem em direcção uma da outra. Quando a disponibilidade de água volta a ser maior, estas células aumentam de volume e as folhas abrem novamente. As folhas enroladas têm uma menor exposição à luz solar, sendo pois menos aquecidas, reduzindo a evaporação, conservando assim a água disponível na planta.
Pensa-se terem um papel no desenrolamento de folhas em desenvolvimento e no enrolamento e desenrolamento de folhas maduras em resposta a períodos alternados de humidade e seca.